# Sigma Canis Majoris
Sigma Canis Majoris (22 Canis Majoris) é uma estrela na direção da constelação de Canis Major. Possui uma ascensão reta de 07h 01m 43.15s e uma declinação de −27° 56′ 05.4″. Sua magnitude aparente é igual a 3.49. Considerando sua distância de 1216 anos-luz em relação à Terra, sua magnitude absoluta é igual a −4.37. Pertence à classe espectral K4III. É uma estrela variável irregular.